# Royal Rumble (2025)
Royal Rumble 2025 fue un evento premium en vivo de lucha libre profesional producido por WWE para sus divisiones de marca Raw y SmackDown que tuvo lugar el 1 de febrero de 2025 en el Lucas Oil Stadium en Indianápolis, Indiana. Fue el primer Royal Rumble en ser transmitido en vivo por la plataforma de streaming Netflix, tras la fusión con WWE Network, y la primera edición que no se llevó a cabo en el mes de enero.

## Producción
Royal Rumble es un evento anual de pago por visión (PPV) y WWE Network, producido cada enero por WWE desde 1988. Es uno de los cinco eventos más importantes del año, junto con WrestleMania, SummerSlam, Survivor Series y Money in the Bank, conocidos como «Los Cinco Grandes». Recibe su nombre del Royal Rumble match, una battle royal modificada en la que los participantes entran a intervalos cronometrados en lugar de empezar todos en el ring al mismo tiempo. El evento de 2025 será el número 38 en la cronología del Royal Rumble. 
El combate Royal Rumble generalmente presenta a 30 luchadores y el ganador tradicionalmente gana un combate por el campeonato mundial en WrestleMania de ese año. Para 2025, hombres y mujeres podrían elegir a qué campeonato mundial competir en WrestleMania 41; los hombres podrían elegir el Campeonato Mundial Peso Pesado de Raw o el Campeonato Indiscutido de WWE de SmackDown, mientras que las mujeres tienen la opción entre el Campeonato Femenino de WWE de SmackDown o el Campeonato Mundial Femenino de Raw.

## Antecedentes
El 6 de julio de 2024, durante el evento Money in the Bank, John Cena anunció su retiro como luchador para enfocarse aún más en su carrera como actor. Agradeció a los fans, señalando que iba a estar presente en el primer Raw que se transmita por Netflix y que iba aparecer en Royal Rumble, Elimination Chamber y WrestleMania 41, siendo los tres últimos eventos premium en los que participará. Sin embargo, en la conferencia después del evento, Cena aclaró que iba aparecer todo el 2025, desde enero hasta diciembre, siendo este mes donde sea la última lucha en su carrera, iniciando su tour de despedida.
Kevin Owens fue uno de los rivales de The Bloodline, siendo uno de los principales rivales para el reinado de Roman Reigns. Con la coronación de Cody Rhodes del Campeonato Indiscutido de WWE, el nuevo The Bloodline conformado por Solo Sikoa,Tama Tonga ,Tanga Loa y Jacob Fatu, siendo ayudado por su mentor Randy Orton y Owens; donde lucharon en una lucha de pareja en Money in the Bank y defendió su título ante Sikoa en SummerSlam, donde Reigns volvió a atacar a Sikoa. Ante eso, Rhodes buscó un nuevo oponente por su título dándole una oportunidad a Owens en Bash in Berlin donde lo retuvo, y en Bad Blood derrotó junto a Reigns a Sikoa y Fatu. No obstante, al terminar el evento fue atacado por Owens cambiando a heel. Donde se pactó una lucha en evento Saturday Night's Main Event (que regresaba luego de 16 años). Antes del evento Triple H le entregó una réplica del Campeonato Mundial de la WWF (1988-1998) que podrá utilizarla solo por esa noche. En la lucha Rhodes derrotó a Owens; sin embargo, el árbitro contó fuera del ring lo que a Owens le pareció un robo y por ende atacó al campeón llevándose la réplica del título y proclamándose como el «Real WWE Champion». En el SmackDown del 27 de diciembre de 2024, Nick Aldis anuncia una Ladder Match entre Rhodes y Owens donde estarían ambos campeonatos colgados. Durante los diferentes shows antes del eventos han tendió diferente encuentros que termina en golpes, también ambos se reusaban a firmar el contrato para el combate lo que llevó a Aldis a programar para Saturday Night's Main Event la firma de contrato con Shawn Michaels como moderador.
El 5 de julio del 2024 en SmackDown, #DIY (Johnny Gargano & Tommaso Ciampa) se coronaron los nuevos Campeonato de Parejas de WWE tras derrotar A-Town Down Under (Austin Theory & Grayson Waller); no obstante tuvieron un reinado corto de 28 días, tras perderlos ante The Bloodline (Tama Tonga & Jacob Fatu), participaron en diferentes combates para obtenerlo fallando en el intento, prometiendo que harían lo necesario para obtenerlo. Por otro lado, el 25 de octubre del 2024 en SmackDown, The Motor City Machine Guns (Alex Shelley & Chris Sabin) ganaron una oportunidad por los titulo, sin embargo, salió Solo Sikoa para afirmar que le daría la oportunidad ese mismo día, lo cual The Motor City Machine Guns, ganando el combate para ser los nuevos Campeonato de Parejas de WWE. En los show posteriores, Gargano se estaba acercando a The Motor City Machine Guns provocando un cambio en Ciampa, que terminado atacando lesionado a The Street Profits para tomar el puesto para tener una lucha titular. El 6 de diciembre del 2024 en SmackDown, #DIY derrotó a Motor City Machine Guns, después de que Gargano golpeara a Sabin con un golpe bajo cambiando a heel #DIY. Tras su cambio, formaron una alianza con Pretty Deadly (Elton Prince & Kit Wilson), la cual consistía en mentir que fueron el Legado Del Fantasma que atacaron a The Street Profits, y que si se desasían de los otros equipos le darían una oportunidad titular a ellos. Tras todo eso, en el SmackDown del 24 de enero, Nick Aldis programó un 2-out-of-3 Falls Match por el campeonato entre #DIY y Motor City Machine Guns para el evento. (Esta será la primera defensa de los Campeonato de Parejas de WWE en PPV desde su última defensa en WrestleMania XL, tras la desunificación de los Campeonato Indiscutible en Parejas de WWE.)

## Resultados
- Charlotte Flair ganó el Women's Royal Rumble Match (1:10:20).[9]
  - Flair eliminó finalmente a Roxanne Perez, ganando la lucha.
- #DIY (Johnny Gargano & Tommaso Ciampa) derrotó a The Motor City Machine Guns (Alex Shelley & Chris Sabin) en un 2-out-of-3 Falls Match y retuvo el Campeonato en Parejas de WWE (14:00).[8]
  - Ciampa cubrió a Shelley después de un «Running Knee» (1-0).
  - Sabin cubrió a Gargano después de un «Skull & Bones» (1-1).
  - Ciampa cubrió a Shelley después de un «Meeting in the Middle» (2-1).
  - Durante la lucha, The Street Profits (Angelo Dawkins & Montez Ford) interfirieron a favor de #DIY, pero después de la lucha, los atacaron.
- Cody Rhodes derrotó a Kevin Owens en un Ladder Match y retuvo el Campeonato Indiscutido de WWE (25:07).[6]
  - Rhodes ganó la lucha después de descolgar el campeonato oficial y la réplica del «Winged Eagle Championship Belt» que Owens portaba hasta la lucha.
  - Después de la lucha, Sami Zayn intentó socorrer a Owens junto con el personal médico luego de que Rhodes le aplicara un «Alabama Slam» sobre unas escaleras.
- Jey Uso ganó el Men's Royal Rumble Match (1:20:10).[10][11]
  - Jey eliminó finalmente a John Cena, ganando la lucha.
  - Durante la lucha, Seth «Freakin» Rollins atacó a Roman Reigns y CM Punk posterior a su eliminación.
  - Después de la lucha, Cena le dio un abrazo a Jey en señal de respeto.

## Royal Rumble: entradas y eliminaciones
El color rojo ██ indica las superestrellas de Raw, azul ██ indica las superestrellas de SmackDown, amarillo ██ indica las superestrellas de NXT, verde ██ indica las superestrellas de otras promociones, gris ██ indica las superestrellas miembros del WWE Hall of Fame y blanco indica las superestrellas que son agentes libres. Cada participante entraba en intervalos de 120 segundos (2 minutos).

### Royal Rumble femenino

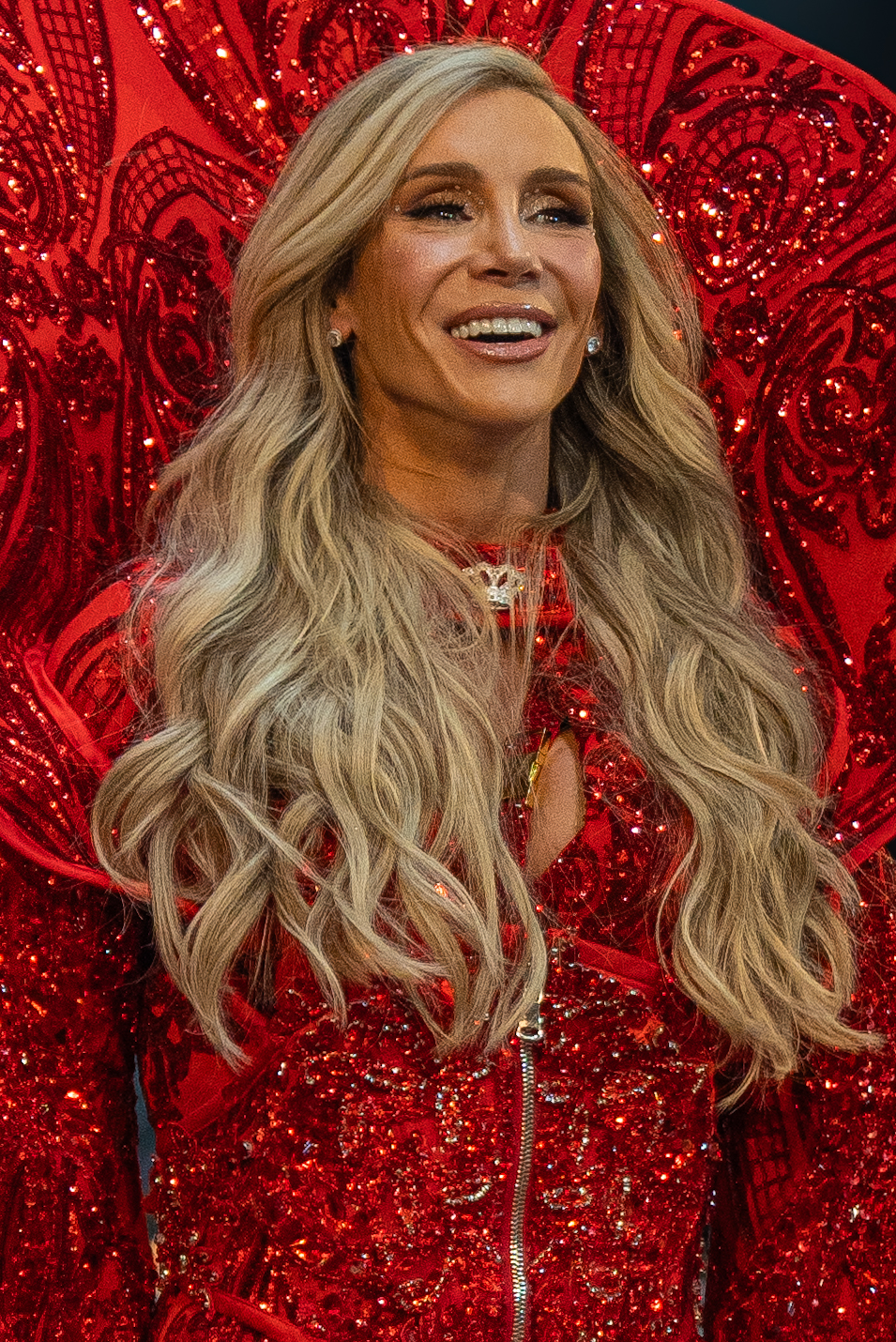
Charlotte Flair, ganadora del Royal Rumble femenino 2025. Con su victoria, Flair se convirtió en la primera mujer en ganar dos Royal Rumble, tras haber triunfado en la edición de 2020.

| N.º | Entrada          | Orden | Eliminada por            | Tiempo  | Eliminaciones |
| --- | ---------------- | ----- | ------------------------ | ------- | ------------- |
| 1   | Iyo Sky          | 21    | Jax                      | 1:06:45 | 1             |
| 2   | Liv Morgan       | 24    | Jax                      | 1:07:00 | 2             |
| 3   | Roxanne Perez    | 29    | Flair                    | 1:07:47 | 1             |
| 4   | Lyra Valkyria    | 2     | Nile                     | 16:13   | 0             |
| 5   | Chelsea Green    | 9     | Niven                    | 26:52   | 2             |
| 6   | B-Fab            | 1     | Green                    | 07:20   | 0             |
| 7   | Ivy Nile         | 3     | Dupri                    | 16:29   | 1             |
| 8   | Zoey Stark       | 5     | Belair y Naomi           | 16:58   | 1             |
| 9   | Lash Legend      | 8     | Green                    | 17:22   | 0             |
| 10  | Bianca Belair    | 23    | Jax                      | 49:17   | 1             |
| 11  | Shayna Baszler   | 6     | Bayley                   | 10:12   | 1             |
| 12  | Bayley           | 26    | Bella                    | 46:59   | 1             |
| 13  | Sonya Deville    | 7     | Sky                      | 06:04   | 1             |
| 14  | Maxxine Dupri    | 4     | Baszler, Deville y Stark | 01:20   | 1             |
| 15  | Naomi            | 22    | Jax                      | 38:04   | 1             |
| 16  | Jaida Parker     | 10    | Grace                    | 06:54   | 0             |
| 17  | Piper Niven      | 14    | Flair                    | 24:10   | 1             |
| 18  | Natalya          | 11    | Morgan                   | 17:14   | 0             |
| 19  | Jordynne Grace   | 15    | Giulia                   | 22:41   | 1             |
| 20  | Michin           | 13    | Flair                    | 16:59   | 0             |
| 21  | Alexa Bliss      | 12    | Morgan                   | 11:01   | 0             |
| 22  | Zelina Vega      | 16    | Jax                      | 18:04   | 0             |
| 23  | Candice LeRae    | 17    | Stratus                  | 16:32   | 0             |
| 24  | Stephanie Vaquer | 20    | Jax                      | 19:02   | 0             |
| 25  | Trish Stratus    | 18    | Jax                      | 13:13   | 1             |
| 26  | Raquel Rodríguez | 19    | Jax                      | 15:02   | 0             |
| 27  | Charlotte Flair  | —     | Ganadora                 | 15:04   | 4             |
| 28  | Giulia           | 25    | Perez                    | 10:08   | 1             |
| 29  | Nia Jax          | 28    | Flair                    | 08:25   | 9             |
| 30  | Nikki Bella      | 27    | Jax                      | 03:04   | 1             |

### Royal Rumble masculino

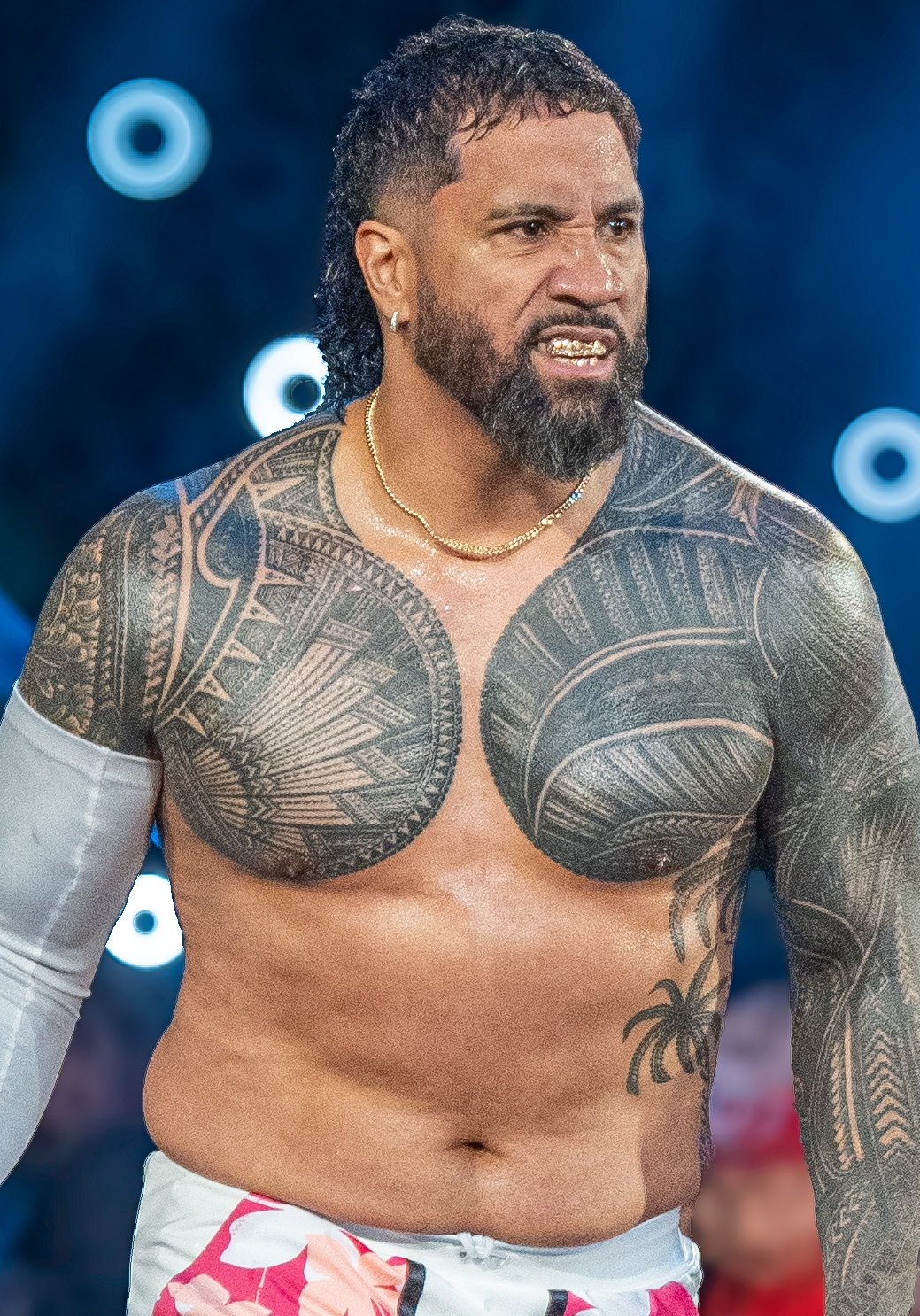
Jey Uso, ganador del Royal Rumble masculino 2025 y el cuarto luchador de raíces samoanas quienes lograron ganarlo, tras Yokozuna en 1993, The Rock en el 2000 y Roman Reigns en el 2015.

| N.º | Entrada                  | Orden | Eliminado por         | Tiempo | Eliminaciones |
| --- | ------------------------ | ----- | --------------------- | ------ | ------------- |
| 1   | Rey Mysterio             | 6     | Fatu                  | 24:41  | 0             |
| 2   | Penta                    | 14    | Bálor                 | 42:05  | 1             |
| 3   | Chad Gable               | 5     | Fatu                  | 21:38  | 0             |
| 4   | Carmelo Hayes            | 1     | Breakker              | 06:59  | 0             |
| 5   | Santos Escobar           | 2     | Breakker              | 05:42  | 0             |
| 6   | Otis                     | 3     | Breakker y IShowSpeed | 09:43  | 1             |
| 7   | Bron Breakker            | 12    | Reigns                | 22:26  | 4             |
| 8   | IShowSpeed               | 4     | Otis y Breakker       | 00:56  | 1             |
| 9   | Sheamus                  | 10    | Reigns                | 15:38  | 0             |
| 10  | Jimmy Uso                | 13    | Fatu                  | 15:34  | 0             |
| 11  | Andrade                  | 7     | Fatu                  | 03:17  | 0             |
| 12  | Jacob Fatu               | 16    | Strowman              | 24:16  | 4             |
| 13  | Ludwig Kaiser            | 8     | Penta                 | 00:06  | 0             |
| 14  | The Miz                  | 9     | Reigns                | 05:25  | 0             |
| 15  | Joe Hendry               | 11    | Reigns                | 03:35  | 0             |
| 16  | Roman Reigns             | 26    | CM Punk               | 37:15  | 4             |
| 17  | Drew McIntyre            | 21    | Priest                | 26:55  | 0             |
| 18  | Finn Bálor               | 18    | Cena y Strowman       | 11:10  | 1             |
| 19  | Shinsuke Nakamura        | 15    | Jey Uso               | 03:17  | 0             |
| 20  | Jey Uso                  | —     | Ganador               | 36:59  | 3             |
| 21  | AJ Styles                | 24    | Paul                  | 21:02  | 1             |
| 22  | Braun Strowman           | 17    | Cena                  | 02:12  | 2             |
| 23  | John Cena                | 29    | Jey Uso               | 30:31  | 3             |
| 24  | CM Punk                  | 27    | Paul                  | 18:46  | 2             |
| 25  | Seth «Freakin» Rollins   | 25    | CM Punk               | 17:14  | 0             |
| 26  | «Dirty» Dominik Mysterio | 19    | Priest                | 04:09  | 0             |
| 27  | Sami Zayn                | 20    | Jey Uso               | 05:22  | 0             |
| 28  | Damian Priest            | 22    | LA Knight             | 06:14  | 2             |
| 29  | LA Knight                | 23    | AJ Styles             | 05:06  | 1             |
| 30  | Logan Paul               | 28    | Cena                  | 11:19  | 2             |

1. ↑  IShowSpeed ingresó ocupando el lugar de Akira Tozawa, quien fue atacado antes de entrar al ring por Carmelo Hayes.